# Gornji Ribnik
Gornji Ribnik är en ort i Bosnien och Hercegovina.   Den ligger i entiteten Republika Srpska, i den västra delen av landet, 140 km nordväst om huvudstaden Sarajevo. Gornji Ribnik ligger 311 meter över havet och antalet invånare är 729.
Terrängen runt Gornji Ribnik är huvudsakligen kuperad, men norrut är den bergig. Gornji Ribnik ligger nere i en dal.Närmaste större samhälle är Ključ, 13,2 km norr om Gornji Ribnik. 
I omgivningarna runt Gornji Ribnik växer i huvudsak lövfällande lövskog. Runt Gornji Ribnik är det ganska tätbefolkat, med 67 invånare per kvadratkilometer.